# ماثيو إدغار
ماثيو إدغار (بالإنجليزية: Matthew Edgar)‏ هو لاعب دارت بريطاني، ولد في 28 أغسطس 1986 في دونكاستر في المملكة المتحدة.

## وصلات خارجية
- ماثيو إدغار على موقع DartsDatabase.co.uk (الإنجليزية)